# کلاته میرزارحیم
کلاته میرزارحیم، روستایی از توابع بخش مرکزی شهرستان اسفراین در استان خراسان شمالی ایران است.

## جمعیت
این روستا در دهستان آذری قرار دارد و براساس سرشماری مرکز آمار ایران در سال ۱۳۸۵، جمعیت آن ۷۸۰ نفر (۱۷۶خانوار) بوده‌است.